# 偰遜
偰遜（韓語：설손，？—1360年），原名百遼遜，元朝及高麗官員。今日朝鮮半島慶州偰氏都是他的後代。
偰遜是畏兀兒人，世居偰輦河畔，因此以偰為氏。偰遜的高祖父岳璘帖穆爾歸順元朝後，曾祖父合剌普华、祖父偰文质都出仕於元朝。偰遜的父親偰哲篤就出任了元朝的江西行省右丞。
偰遜在元順帝在位期間考中進士，歷任翰林應奉文字、宣政院斷事官，後來被選為端本堂正字，負責給皇太子愛猷識理答臘教授儒家經典。受到丞相哈麻的猜忌，出守單州。父病卒，為之守孝，寓居大寧。後來紅巾軍逼近大寧，偰遜於1358年（恭愍王七年）為避免戰亂來到高麗。恭愍王從前在元朝擔任皇太子的宿衛時，與偰遜有交情，因此厚待於他，賜給府邸，封高昌伯。後來改封富原侯，賜田富原。1360年（恭愍王九年）卒於高麗。著有《近思齋逸藁》流傳於世。
偰遜有五子：偰長壽、偰延壽、偰福壽、偰慶壽、偰眉壽。其中偰長壽和偰眉壽都是麗末鮮初的著名官員。